# ビーショ
『ビーショ』（Bicho）は、ブラジル人ミュージシャン、カエターノ・ヴェローゾが1977年に発表したスタジオ・アルバム。

## 背景
1977年1月から2月にかけて、ヴェローゾとジルベルト・ジルはナイジェリアのラゴスで開催されたFESTAC 77（第2回国際黒人芸術文化祭）に参加し、その後、ラゴスでの経験にインスパイアされて本作を制作した。「トゥー・ナイラ・フィフティ・コボ」のタイトルはラゴスのタクシー料金に由来しており、音楽的にもナイジェリアのジュジュ・ミュージックが取り入れられた。「チグレーザ」の歌詞は、当時まだ新人女優だったソニア・ブラガにインスパイアされた内容である。
2012年に発売された日本盤SHM-CDにはボーナス・トラックが2曲追加された。そのうちジョアン・ドナートとヴェローゾが共作した「ア・ハォン」は、ガル・コスタに提供した曲のセルフ・カヴァーで、コスタの録音はヴェローゾがプロデュースしたアルバム『Cantar』（1974年）に収録された。

## 評価・影響
John Douganはオールミュージックにおいて5点満点中4.5点を付け「ヴェローゾ自身は『熱いリズムに乗った甘美なメロディ』と称しており、それは全くもって正しい。素晴らしいアルバムだ」と評している。ベイルートは本作収録曲「オ・リアォンジーニョ」をカヴァーし、2011年6月発売のチャリティ・アルバム『レッド・ホット・アンド・リオ』に提供した。

## 収録曲
特記なき楽曲はカエターノ・ヴェローゾ作。
1. オダーラ - "Odara" - 7:20
2. トゥー・ナイラ・フィフティ・コボ - "Two Naira Fifty Kobo" - 5:04
3. ジェンチ（人々） - "Gente" - 3:36
4. オーリャ・オ・メニーノ（おちびさんをごらん） - "Olha o Menino" (Jorge Ben) - 3:07
5. ウン・インヂオ（インディオー人） - "Um Indio" - 2:58
6. オ・グランヂ・ボルボレッタ（大きな蝶） - "A Grande Borboleta" - 1:12
7. チグレーザ - "Tigresa" - 6:20
8. オ・リアォンジーニョ（レオンジーニョ） - "O Leãozinho" - 3:06
9. アルゲン・カンダント（誰かが歌ってる） - "Alguém Cantando" - 2:47

### 日本盤SHM-CDボーナス・トラック
1. ア・ハォン（カエル） - "A Ra" (João Donato, Caetano Veloso) - 1:58
2. ヂアマンチ・ヴェルダデイロ - "Diamante Verdadeiro" - 1:03